# Battle Creek Revolution
Die Battle Creek Revolution waren ein US-amerikanisches Eishockeyfranchise der All American Hockey League aus Battle Creek, Michigan. Sie spielten in der 1.000 Plätze fassenden Rink Ice Arena.

## Geschichte
Die Battle Creek Revolution wurden 2008 gegründet und waren eines der Gründungsmitglieder der AAHL. Sie verfügten mit den Muskegon Lumberjacks über ein Partnerteam in der International Hockey League, welches jedoch zum Ende der Saison 2009/10 seinen Spielbetrieb einstellte.
Die Battle Creek Revolution erreichten in ihrer ersten Saison das Finale, unterlagen dort aber den Chi-Town Shooters. In der Saison 2009/10 schieden sie im Playoff-Halbfinale aus. In ihrer dritten Spielzeit gewann das Team erstmals den Rod Davidson Cup nach einem Sieg in der Finalserie gegen die Chi-Town Shooters.